# Thomas Clarke
Thomas James (Tom) Clarke, irl. Tomás Ó Cléirigh (ur. 11 marca 1857, zm. 3 maja 1916) – irlandzki polityk, jeden z przywódców powstania wielkanocnego w 1916.
Urodził się na brytyjskiej wyspie Wight. Jego ojciec był sierżantem w armii brytyjskiej. Wkrótce po jego narodzinach rodzina przeniosła się do Dungannon w północnej Irlandii. W wieku 18 lat wstąpił do Irlandzkiego Bractwa Republikańskiego. W 1883 brał udział w planowanej przez IRB próbie wysadzenia London Bridge, za co został skazany na 15 lat więzienia.
Po wyjściu na wolność w 1898 wyemigrował do USA, skąd powrócił do Irlandii w 1907. W Dublinie otworzył sklep z tytoniem. Jako jedyny z przywódców powstania z 1916, nie wstąpił do Irlandzkich Ochotników.

W 1916 jeden z przywódców powstania wielkanocnego. Skazany na karę śmierci 29 kwietnia 1916. Wyrok wykonano 3 maja.